# قصف الجزائر (1783)
قصف الجزائر هي حادثة وقعت في 4–8 أغسطس 1783، قامت بها أسبانيا لوضع حد للقراصنة الجزائريين تحت قيادة الأميرال أنطونيو بارسلو الذي قام بقصف مدينة الجزائر ثمان مرات ما بين 4 و8 أغسطس، هذه الهجمات لم تلحق ضررا كبيرا على القوات الجزائرية بسبب سوء الأحوال الجوية في تلك الفترة، مما اضطر القوات الأسبانية على التراجع والانسحاب، وقد وصفت الحكومة الأسبانية تلك الحملة بأنها (ألعاب نارية باهظة الثمن لتسلية المغاربة )